# Nobody Home (film)
Nobody Home er en amerikansk stumfilm fra 1919 af Elmer Clifton.

## Medvirkende
- Dorothy Gish som Frances Wadsworth
- Ralph Graves som Malcolm Dale
- Raymond Cannon som Crandall Park
- Vera McGinnis som Mollie Rourke
- George Fawcett som Rockaway Smith